# Bernard McNally
Bernard Anthony McNally (Shrewsbury, 17 de fevereiro de 1963) é um ex-futebolista profissional norte-irlandês que atuava como meia.

## Carreira
Bernard McNally fez parte do elenco da Seleção Norte-Irlandesa de Futebol, da Copa de 1986.